# میدویل (واشینگتن)
میدویل (به انگلیسی: Midvale) یک منطقهٔ مسکونی در ایالات متحده آمریکا است که در شهرستان یاکیما، واشینگتن واقع شده‌است. میدویل ۲۱۱ متر بالاتر از سطح دریا واقع شده‌است.